# Gwiaździsta eskadra
Gwiaździsta eskadra (1930, cu sensul de Escadrila înstelată) este un film polonez mut de aviație de dragoste regizat de Leonard Buczkowski. Cel mai probabil, filmul nu a supraviețuit până în vremurile noastre. A fost cel mai scump film polonez din perioada interbelică, precum și primul film polonez despre aviație.

## Rezumat
Filmul este despre un grup de piloți americani care au luptat în rândurile armatei poloneze în 1918–1920, în timpul războiului polono-bolșevic în escadrila lui Kościuszko. Filmul prezintă și o poveste romantică despre dragostea unui pilot american pentru o fată poloneză, inspirată din povestea adevărată a lui Merian C. Cooper, un cunoscut regizor american care a luptat voluntar de partea Poloniei.

## Distribuție
- Barbara Orwid – Lili[3][5]
- Jan Krysta – Zofia[3][5]
- Jerzy Kobusz – căpitanul Bond[3][5]
- Franciszek Haberek – căpitanul Woyda[3][5]
- Stefan Szwarc[3][5]
- Andrew Karewicz - pilot[3][5]
- Barbara Ludwiganka[3][5]
- Zygmunt Biesiadecki[3][5]

## Producție și premieră
Gwiaździsta eskadra a fost filmat în colaborare cu aviația militară. Scenele de luptă de la sol au fost filmate la terenul de antrenament de lângă Biedrusko. Peste 200 de avioane au fost adunate pentru a face filmări aeriene pe platforma aeroportului Ławica de lângă Poznań. Pentru prima dată în cinematografia poloneză, scenele de luptă au fost filmate în aer, grație aparatelor de filmat montate pe avioane, operate, printre alții, de Antoni Wawrzyniak și Mieczysław Bilażewski.
Filmul mut a avut premiera în Polonia la 10 aprilie 1930, iar premiera mondială - în varianta sonoră - în 1933. Pe Vistula, filmul a fost distribuit pe scară largă. Toate copiile sale au fost luate sau distruse de ruși/sovietici după 1945.

### Dezastru în timpul filmării

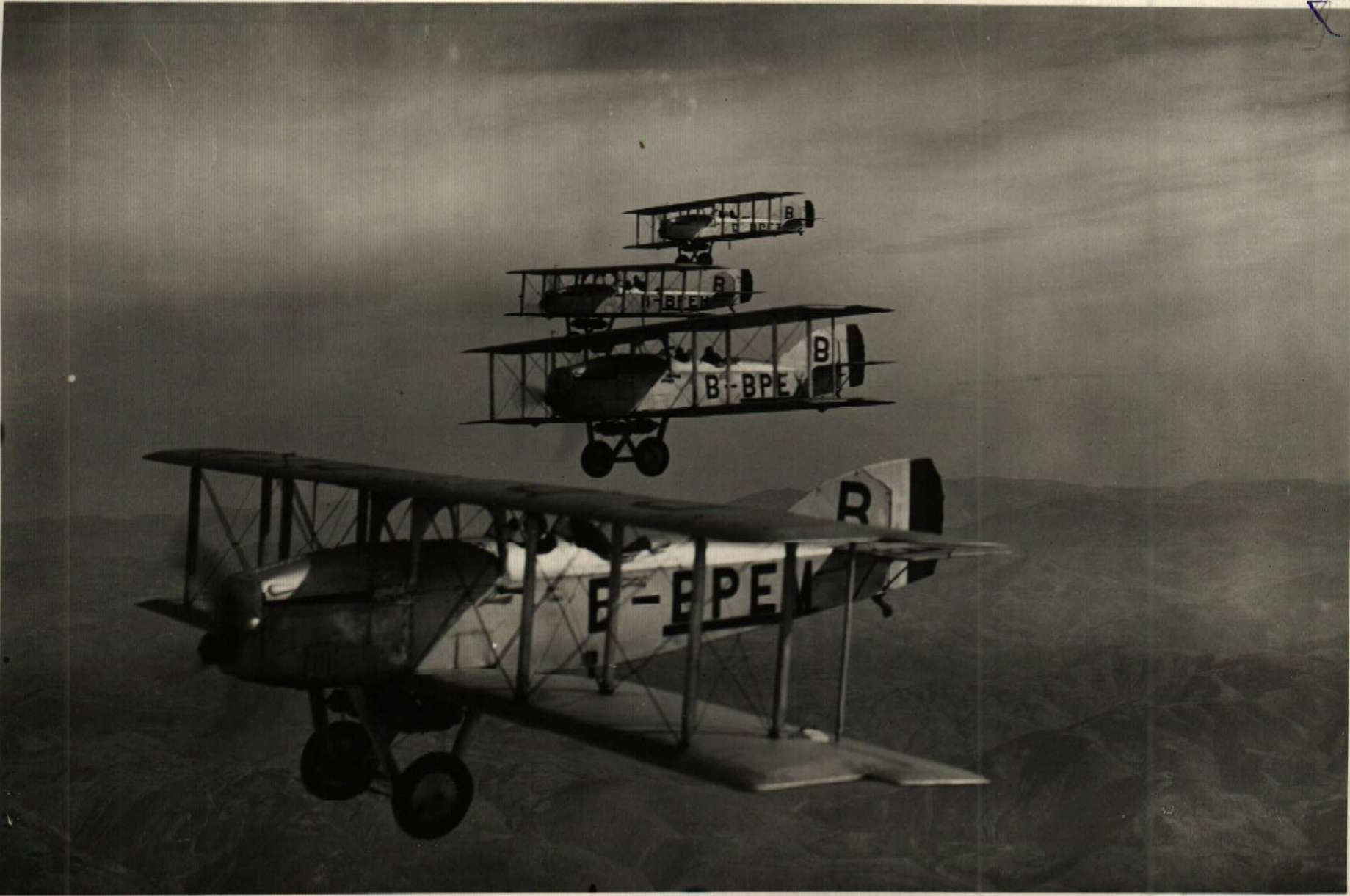
Aeronave Potez XV

La 12 noiembrie 1929, în timpul uneia dintre luptele de avioane date pentru film de piloții Regimentului 3 Aviație, a avut loc o catastrofă. Deasupra aeroportului Ławica, la o altitudine de aproximativ 800 de metri deasupra solului, pilotul Eugeniusz Wyrwicki, zburând cu aeronava SPAD 61C1, a lovit aripa dreaptă sus a aeronavei Potez XV pilotate de locotenentul Jan Bilski. În urma coliziunii, aripa aeronavei Potez s-a desprins de fuzelaj, iar avionul locotenentului Bilski s-a învârtit și s-a prăbușit la pământ. Pilotul și observatorul Lt. Feliks Szczęsny Lipiński, a murit. Ambii aviatori nu purtau parașute. Locotenentul Wyrwicki a aterizat forțat în Krzyżowniki. Avionul s-a prăbușit la aterizare. Pilotul a ieșit nevătămat din accident.

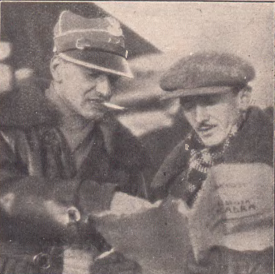
Janusz Meissner și Leonard Buczkowski pe platourile de filmare